# Halirytus magellanicus
Halirytus magellanicus är en tvåvingeart som först beskrevs av Jacobs 1900.  Halirytus magellanicus ingår i släktet Halirytus och familjen fjädermyggor. Inga underarter finns listade i Catalogue of Life.